# Усть-Югуз
Усть-Югу́з (рос. Усть-Югуз, башк. Усть-Үгеҙ) — присілок (у минулому селище) у складі Дуванського району Башкортостану, Росія. Входить до складу Заїмкинської сільської ради.
Населення — 86 осіб (2010; 104 у 2002).
Національний склад:
- росіяни — 97 %